# Колуса (аэропорт)
Аэропорт округа Колуса (англ. Colusa County Airport), (FAA LID: O08) — государственный гражданский аэропорт, расположенный в 4,8 километрах к югу от города Колуса, округ Колуса (Калифорния), США.
Аэропорт находится в окружной собственности и главным образом обслуживает рейсы авиации общего назначения.

## Операционная деятельность
Аэропорт округа Колуса занимает площадь в 33 гектара, расположен на высоте 4 метров над уровнем моря и эксплуатирует одну взлётно-посадочную полосу:
- 13/31 размерами 914 х 18 метров с асфальтовым покрытием.